# Ruellia cearensis
Ruellia cearensis är en akantusväxtart som beskrevs av Gustav Lindau. Ruellia cearensis ingår i släktet Ruellia och familjen akantusväxter. Inga underarter finns listade i Catalogue of Life.